# John Alexander Herbert
John Alexander Herbert (* 26. August 1862 in Gateshead; † 1948) war ein britischer Bibliothekar.
Er war der Sohn von S. A. Herbert, Pfarrer der anglikanischen Kirche St. James in Gateshead. Er studierte am St John’s College in Cambridge und war zunächst 1883 bis 1886 als Lehrer in Petersfield und Gateshead tätig. 1887 wurde er Assistent in der Handschriftenabteilung des British Museum, 1912 wurde er dort Deputy Keeper of Manuscripts. 1909 konvertierte er zum katholischen Glauben.
Sein Spezialgebiet waren illuminierte Manuskripte.

## Veröffentlichungen (Auswahl)
- Catalogue of romances in the Department of manuscripts in the British Museum. Band 3, London 1910 (Digitalisat).
- The French text of the Ancrene riwle. From British Museum ms. Cotton Vitellius F VII (= Early English Text Society (Series). Nr. 219). Oxford University Press, London 1944.